# Distrikt Santa Eulalia
Der Distrikt Santa Eulalia liegt in der Provinz Huarochirí der Region Lima im zentralen Westen von Peru. Der Distrikt hat eine Fläche 111,12 km². Beim Zensus 2017 lebten 12.636 Einwohner im Distrikt. Im Jahr 1993 lag die Einwohnerzahl bei 6747, im Jahr 2007 bei 10.591. Die Distriktverwaltung befindet sich in der 1036 m hoch gelegenen Stadt Santa Eulalia mit 9941 Einwohnern (Stand 2017).

## Geographische Lage
Der Distrikt Santa Eulalia befindet sich im Nordwesten der Provinz Huarochirí. Er liegt an der Westflanke der peruanischen Westkordillere am Unterlauf des Río Santa Eulalia, der den Distrikt in südsüdwestlicher Richtung durchfließt und an der südlichen Distriktgrenze in den Río Rímac mündet.
Der Distrikt Santa Eulalia grenzt im Südwesten an den Distrikt Lurigancho (Provinz Lima), im Westen und Norden an den San Antonio, im Osten an die Distrikte San Pedro de Casta, Callahuanca und San Mateo de Otao sowie im Südosten an den Distrikt Ricardo Palma.